# Суннфёр, Сусанне
Суса́нне О́ртун Су́ннфёр (норв. Susanne Aartun Sundfør, норвежское произношение: [sʉːˈsan̪ːə ˈɔʁ̞tun ˈsunføʁ̞]; род. 19 марта 1986, Хёугесунн, Норвегия) — норвежская певица и автор песен. Внучка лингвиста Хьеля Ортуна (норв. Kjell Aartun). Родилась в Хёугесунне, а затем переехала в Осло. Выпустила семь студийных альбомов; шестой, «Ten Love Songs», был выпущен 16 февраля 2015 года. Два её альбома, «The Brothel» (2010) и «The Silicone Veil» (2012), достигли верхней позиции в норвежских чартах. Сотрудничала с Röyksopp и M83.

## Карьера
В 12 лет начала брать уроки вокала. Суннфёр официально присоединилась к группе Hypertext в 2010 году. В 23 года решила профессионально заниматься музыкой.
В 2006 году дебютировала с синглом «Walls», который попал в топ-3 в норвежском чарте синглов. Дебютный одноимённый альбом был выпущен в 2007 году и достиг 3-го места в норвежском чарте альбомов. Второй и последний сингл «I Resign» был выпущен в 2007 году.
В январе 2008 года Суннфёр исполнила кавер-версию песни Боба Дилана — Masters of War в Store Studio, NRK.
В феврале 2008 года была награждена Spellemannprisen за лучшее женское исполнение. Она побудила общенациональную дискуссию, когда она, получив приз, заявила: «Я в первую очередь художник, прежде всего, не женщина».
В феврале 2008 года Суннфёр появилась в треках Norwegian Crown Princess Her Royal Highness Mette Marit's, альбом Sorgen og Gleden (The Sorrow and the Joy).
Суннфёр появилась в Real Ones' 2010, сингл Sister to All.
В 2010 году её третий альбом The Brothel был выпущен с большим успехом в Норвегии и в конечном итоге стал вторым самым продаваемым альбомом года (40 000 экземпляров). Dagbladet, ежедневная норвежская газета, пишет, что Суннфёр настолько хороша, что другие норвежские артисты начинают плакать, услышав её, потому что она на несколько лиг выше их, но также и потому, что её музыка так трогательна и красива.
Она представила вокал для трека Baboon Moon в Nils Petter Molvær's альбоме Baboon Moon в 2011 году.
В 2012 году её пятый альбом, The Silicone Veil, был выпущен сначала в Норвегии, затем несколько месяцев спустя в Великобритании. В 2013 году последовал EP под названием The Silicone Veil, с тремя песнями.
6 декабря 2012 года Суннфёр выпустила в сотрудничестве с норвежским электронным дуэтом Röyksopp в Норвегии сингл «Running to the Sea», который стал № 1.
В 2013 году был выпущен саундтрек к фильму «Обливион», заглавную песню в котором исполнила Суннфёр.
В июне 2013 года Суннфёр появилась в сингле A.M.A группы Maps.
Бэк-каталог Суннфёр был выпущен в Великобритании в 2013 году и получил позитивные отзывы критиков.
Суннфёр сделала сингл «Darkness» Bow to Each Other, который был выпущен в iTunes 8 ноября 2013 года.
Её шестой альбом «Ten Love Songs» был выпущен в феврале 2015 года.

## Дискография

### Студийные альбомы
| Год  | Альбом                      | Пиковая позиция | Пиковая позиция | Пиковая позиция |
| Год  | Альбом                      | Норвегия        | Швеция          | Великобритания  |
| ---- | --------------------------- | --------------- | --------------- | --------------- |
| 2007 | Susanne Sundfør             | 3               | —               | —               |
| 2008 | Take One                    | 32              | —               | —               |
| 2010 | The Brothel                 | 1               | —               | —               |
| 2011 | A Night At Salle Pleyel     | —               | —               | —               |
| 2012 | The Silicone Veil           | 1               | —               | —               |
| 2015 | Ten Love Songs              | 1               | 47              | 78              |
| 2017 | Music for People in Trouble | 1               | —               | 93              |
| 2023 | Blómi                       | 2               | —               | —               |

### Синглы
| Год  | Сингл                    | Пиковая позиция в чарте | Альбом                      |
| Год  | Сингл                    | Норвегия                | Альбом                      |
| ---- | ------------------------ | ----------------------- | --------------------------- |
| 2007 | «Walls»                  | 3                       | Susanne Sundfør             |
| 2007 | «I Resign»               | —                       | Susanne Sundfør             |
| 2010 | «The Brothel»            | 2                       | The Brothel                 |
| 2010 | «It’s All Gone Tomorrow» | —                       | The Brothel                 |
| 2011 | «Turkish Delight»        | —                       | The Brothel                 |
| 2012 | «White Foxes»            | 19                      | The Silicone Veil           |
| 2012 | «The Silicone Veil»      | —                       | The Silicone Veil           |
| 2012 | «Among Us»               | —                       | The Silicone Veil           |
| 2014 | «Fade Away»              | 25                      | Ten Love Songs              |
| 2015 | «Delirious»              | —                       | Ten Love Songs              |
| 2015 | «Kamikaze»               | —                       | Ten Love Songs              |
| 2015 | «Accelerate»             | —                       | Ten Love Songs              |
| 2016 | «Reincarnation»          | —                       | Music for People in Trouble |
| 2017 | «Undercover»             | —                       | Music for People in Trouble |
| 2017 | «Mountaineers»           | —                       | Music for People in Trouble |

Участие совместно с другими исполнителями
| Год  | Сингл                                                       | Пиковая позиция в чарте | Пиковая позиция в чарте | Альбом                                       |
| Год  | Сингл                                                       | Норвегия                | Дания                   | Альбом                                       |
| ---- | ----------------------------------------------------------- | ----------------------- | ----------------------- | -------------------------------------------- |
| 2011 | «Kapitulera» (Timbuktu при участии Susanne Sundfør)         | 12                      | —                       | Sagolandet                                   |
| 2012 | «Away» (Morten Myklebust при участии Susanne Sundfør)       | —                       | —                       | Morten Myklebust                             |
| 2013 | «Oblivion» (M83 при участии Susanne Sundfør)                | —                       | —                       | Oblivion: Original Motion Picture Soundtrack |
| 2014 | «Running to the Sea» (Röyksopp при участии Susanne Sundfør) | 14                      | 10                      | The Inevitable End                           |
| 2014 | «Let Me In» (Kleerup при участии Susanne Sundfør)           | —                       | —                       | As If We Never Won                           |
| 2016 | «For the Kids» (M83 при участии Susanne Sundfør)            | —                       | —                       | Junk                                         |
| 2016 | «Never Ever» (Röyksopp при участии Susanne Sundfør)         | 22                      | —                       | Внеальбомный сингл                           |